# Jorinde Moll
Jorinde Moll (Amstelveen, 26 mei 1971) is een Nederlands actrice en presentatrice.
Moll is een dochter van een Surinaamse vader en een Nederlandse moeder. Ze is een zus van actrice Marjena Moll. Na haar middelbare-schoolopleiding werkte ze enige tijd als model in Parijs.
Als actrice was ze onder andere te zien in Blauw blauw, Goudkust en Onderweg naar Morgen, in haar rol als Yoyo in Naar de klote! en acteerde ze in reclamespots. Als presentatrice werd ze bekend door Partycrash, Vibes en het autoprogramma De Grote Beurt.
In mei 2007 trouwde Moll met de Marokkaans-Duitse freefighter Chalid Arrab. Inmiddels heeft zij twee dochters. Moll woonde eerst in Zwitserland en tegenwoordig in Dubai.